# Голант, Виктор Евгеньевич
Ви́ктор Евге́ньевич Го́лант (14 января 1928, Ленинград — 18 октября 2008) — советский и российский физик, доктор физико-математических наук, профессор, академик Российской академии наук, лауреат Государственной премии СССР (1983), главный редактор «Журнала технической физики», член редколлегии журнала «Физика плазмы».

## Биография
Родился в Ленинграде в семье педагога Евгения Яковлевича Голанта. Племянник психиатра Раисы Яковлевны Голант. Окончил 155 мужскую среднюю школу Смольнинского района Ленинграда. Сейчас это 155 гимназия Центрального района Санкт-Петербурга.
В 1950 окончил Ленинградский политехнический институт им. М. И. Калинина, затем работал в лаборатории КБ «Светлана», потом научная работа в Ленинградском политехническом институте. С 1961 работал в ЛФТИ им. А. Ф. Иоффе. С 1970 — директор отделения физики плазмы, атомной физики и астрофизики.
Член Президиума Санкт-Петербургского научного центра Российской академии наук. Автор более 200 трудов, в том числе монографий «Основы физики плазмы», «Сверхвысокочастотные методы исследования плазмы» и других.
Похоронен на Комаровском кладбище.

## Награды и признание
Награждён орденами Трудового Красного Знамени, «Знак Почёта», «За заслуги перед Отечеством» IV степени.
5 октября 1998 года в честь В. Е. Голанта назван астероид 5156 Golant, открытый в 1972 году астрономом Т. М. Смирновой.

## Семья
Двоюродный брат — доктор технических наук Михаил Борисович Голант.